# 24643 MacCready
A 24643 MacCready (ideiglenes jelöléssel 1984 SS) egy marsközeli kisbolygó. Carolyn Shoemaker és Eugene Merle Shoemaker fedezte fel 1984. szeptember 28-án.